# Рокітниця-Нова
Рокітниця-Нова (пол. Rokitnica Nowa, нім. Neurocken) — село в Польщі, у гміні Сведзебня Бродницького повіту Куявсько-Поморського воєводства.
Населення — 180 осіб (2011).
У 1975-1998 роках село належало до Торунського воєводства.

## Демографія
Демографічна структура станом на 31 березня 2011 року:
|          | Загалом | Допрацездатний вік | Працездатний вік | Постпрацездатний вік |
| -------- | ------- | ------------------ | ---------------- | -------------------- |
| Чоловіки | 90      | 16                 | 67               | 7                    |
| Жінки    | 90      | 17                 | 55               | 18                   |
| Разом    | 180     | 33                 | 122              | 25                   |